# Russulales
Russulales is een botanische naam, voor een orde van schimmels. Volgens de Index Fungorum [14 maart 2009] is de samenstelling de volgende:
- orde Russulales
  - familie Albatrellaceae
  - familie Auriscalpiaceae
  - familie Bondarzewiaceae
  - familie Echinodontiaceae
  - familie Hericiaceae
  - familie Hybogasteraceae
  - familie Lachnocladiaceae
  - familie Peniophoraceae
  - familie Russulaceae
  - familie Scutigeraceae
  - familie Stephanosporaceae
  - familie Stereaceae
  - familie Wrightoporiaceae

Alsook, ongeplaatst (incertae sedis): de geslachten Aleurocystidiellum, Confertobasidium, Gloeoasterostroma, Gloeopeniophorella, Haloaleurodiscus, Scopulodontia, Scytinostroma, Scytinostromella, Xeroceps.